# موراویتشانی
موراویتشانی (به چکی: Moravičany) یک منطقهٔ مسکونی در جمهوری چک است که در ناحیه شومپرک واقع شده‌است. موراویتشانی ۱۲٫۱۵ کیلومتر مربع مساحت و ۱٬۱۹۸ نفر جمعیت دارد و ۲۴۳ متر بالاتر از سطح دریا واقع شده‌است.